# الشمسية ( طائفة )
الشمسية أو أبناء الشمس بالأرمنية: (Արևորդիներ)، الترجمة الحرفية: (الأريفورديين)، هي طائفة دينية أرمينية ذات أصول غامضة انتشرت على نطاق واسع في القرنين الحادي عشر والثاني عشر في أرمينيا وبلاد ما بين النهرين.

## آراء حول انتماء الطائفة
يعتقد المؤرخ ميكائيل تشامتشيان أن الأريفورديين كانوا وثنيين عاشوا في زمن غريغوريوس المستنير في قرى حدودية منفصلة في أرمينيا، حيث عاش سكان مختلطون - أرمن وشعوب أخرى. يعتبر تشامتشيان الهراطقة، الذين، وفقًا لموفسيس خوريناتسي، تعرضوا للاضطهاد من قبل ميسروب ماشدوتس في القرن الخامس، أريفورديين ويعتبرهم ليسوا أرمنًا، بل أشخاصًا من دول أخرى، انضم إليها بعض الأرمن.
ويعتقد مؤرخ آخر، ب. ساركسيان، أن الأريفورديين مرتبطون في الأصل بالمانويين وأنهم وجدوا في أرمينيا قبل وقت طويل من ذكرهم من قبل مؤلفي القرن الحادي عشر والقرن اللاحقيعتبر جيفوند أليشان أن الأريفورديين هم من عبدة الشمس من أصل غير معروف، وأنهم تأثروا بالبوليسيين والتوندراكيين وكانوا موجودين حتى القرن التاسع عشر
وأخيرًا، وفقًا للمؤرخ الرائد ماغاكيا أورمانيان، فإن الأريفورديين، مثل التوندراكيين، هم في الواقع زنادقة أرمن، وعبادة الشمس والشيطان والحور تقربهم من الأكراد الإيزيديين المعاصرين.

## تغير عقيدة الطائفة
يذكر أنستاس الكرملي أنه بسبب أن طائفة ليس لديها كتاب مقدس فكانت عقيدة الطائفة تتغير وقد كتب عقيدة الطائفة في عصره من شمسي سابق وكانت كالتالي:
إن اعتقاد كبار الشمسيين قائم على أن الإله الأعظم الذي تحت أمره سائر الآلهة (لأنهم يعتقدون بكثرتها) هو الشمس، وسائر الآلهة هي القمر والنجوم وسائر الكواكب من متحيرة وثابتة، والشمس (وهي عندهم ذكر لا أنثى) خالق الموجودات كلها من منظورة وغير منظورة، من معروفة ومجهولة، من باطنة في المخلوق وخارجة عنه، ولولا عنايته (أي لولا عنايتها) لفني كل ما على هذه البسيطة من حيوان ونبات وجماد. وهم يسجدون لها (أو له بلسانهم) صبحا وظهرا ومساء بحيث لا يراهم أحد، لكي لا يكفرهم، وهذا السجود غير واجب أداؤه لمن كان خارجا عن داره، فإذا أشرقت أتجه الشمسي إليها ومد ذراعيه أو كفيه كأنه يغترف شيئا من الهواء أو قل شيئا من النور الجديد المنبث في الكون، ومسح وجهه بما توهمه أنه تلقاه منه ودهن به كتفيه وذراعيه وساقه وقدميه وهو في تلك الأثناء يتمتم. وعند الظهر يركع عدة ركعات عند تكبد الشمس السماء. وعند الغروب ينتظرها قائما في مكان عال بحيث يرى مغيبها ليودعها وداع آخر النهار وفي مطاوي تلك الركعات والسجدات يزمزم زمزمة جدوده (أي عبدة الشمس).